# Psahno Tin Alitheia
Psahno Tin Alitheia (грец. Ψάχνω Την Αλήθεια, укр. Шукаю правду) — пісня грецької співачки Єлени Папарізу, що увійшла (третій сингл) до її четвертого студійного альбому Giro Apo T' Oneiro.

## Історія видання
Як і пісня «Tha 'Mai Allios», Psahno Tin Alitheia також стала частиною рекламної кампанії безалкогольних напоїв компанії Ivi. У кліпі знялися фани Єлени, що пройшли кастинг.
Музичне відео на пісню відзняла Марія Скока, яка також створила відео на пісню Tha 'Mai Allios. Прем'єра кліпу відбулась 20 травня 2010 року на телеканалі MAD TV.
| Регіон | Дата           | Лейбл          | Формат                      |
| ------ | -------------- | -------------- | --------------------------- |
| Греція | 20 травня      | Sony Music/RCA | радіо-сингл                 |
| Греція | 12 квітня 2010 | Sony Music/RCA | завантаження через Інтернет |
| Кіпр   | 20 травня      | Sony Music/RCA | радіо-сингл                 |

## Позиції в чартах
| Чарт                                    | Пікова позиція |
| --------------------------------------- | -------------- |
| Nielsen Soundscan Greek Digital Singles | 21             |
| Nielsen Soundscan Greek Airplay Chart   | 17             |